# Walia (król wizygocki)
Walia (? – 418/419) – król Wizygotów z rodu Baltów w latach 415-418/419.
Losy Walii przed jego wyniesieniem na tron wizygocki w 415 r. nie są znane. Niewiele wiadomo również o okolicznościach zabójstwa jego poprzednika, Sigeryka, oraz o motywach wyboru Walii na króla. Orozjusz wskazuje na jego antyrzymskie poglądy jako na jeden z powodów, dla których został wybrany przez Wizygotów na swojego władcę.   
W wyniku konfliktu z Cesarstwem, w celu uniezależnienia się od rzymskich dostaw żywności, Walia podjął próbę zajęcia ziem północno-zachodniej Afryki, która jednak zakończyła się klęską - burza morska zaskoczyła flotę Wizygotów w okolicach Gades i zmusiła Walię do rezygnacji z planów inwazji.
Po niepowodzeniu prób zajęcia Afryki Walia podjął w 416 r. rokowania z Cesarstwem, zakończone szybko układem pomiędzy królem a cesarzem Honoriuszem. Od tego momentu w polityce Walii nastąpiła zmiana: z przeciwnika Cesarstwa stał się on najważniejszym jego sojusznikiem na półwyspie Iberyjskim. Pod rządami Walii Wizygoci przeprowadzili wiele kampanii w służbie cesarza Honoriusza. Pokonali zjednoczone siły Wandalów, Swebów i Alanów i pomogli w usunięciu uzurpatora Maksymusa (Maksyma).
W nagrodę za usługi oddane Cesarstwu Walia otrzymał od Honoriusza pozwolenie na zasiedlenie terenów Akwitanii przez Wizygotów. W trakcie zajmowania prowincji król umarł, a proces zasiedlania Akwitanii dokończył jego następca Teodoryk.